# Einar Rousthøj
Einar Rousthøj (* 5. März 1869 in Stenderup; † 5. Dezember 1929) war ein dänischer Autor, Maler und Jurist.

## Leben
Rousthøj studierte ab 1888. 1906 erschien sein Debütroman Pallesholm og dets beboere. 1914 veröffentlichte er sein bekanntes Werk Hotel Paradis, das 1917 von Robert Dinesen und 1931 von George Schnéevoigt verfilmt wurde. 1925 wurde er mit dem Literaturpreis Drachmannlegatet ausgezeichnet. Im Dezember 1929 starb er im Alter von 60 Jahren.

## Werk
- 1906: Pallesholm og dets beboere
- 1914: Hotel Paradis
- 1916: De overvundne
- 1917: Talismanen
- 1918: Mads Marsvin. Fortælling fra Kristian II.s Tid
- 1924: Smelteovnen
- 1927: Hotel Paradis (2. Auflage)